# Santa Valièira
Santa Valièira (en francès Sainte-Valière) és un municipi francès situat al departament de l'Aude i a la regió d'Occitània.